# Senator-Lothar-Danner-Medaille
Die Senator-Lothar-Danner-Medaille ist eine im Jahresrhythmus verliehene Auszeichnung des Bundes gegen Alkohol und Drogen im Straßenverkehr (B.A.D.S.) für Personen, die sich in besonderer Weise um die Verkehrssicherheit verdient gemacht haben. Gestiftet wurde sie 1975 zum Andenken an den Gründer des Bundes Lothar Danner. Der Preis wird nur ehrenhalber verliehen und ist nicht mit einer Geldsumme verbunden.

## Preisträger
- 1975: Robert Stromberger, Fernsehautor
- 1976: Horst Ludwig Riemer, Minister für Wirtschaft, Mittelstand und Verkehr des Landes Nordrhein-Westfalen
- 1977: Horst Seefeld, Vizepräsident des Europaparlaments
- 1978: Walter Krauland, Direktor des Instituts für Rechtsmedizin der Freien Universität Berlin
- 1979: Richard Spiegel, Richter am Bundesgerichtshof und Präsident des Deutschen Verkehrsgerichtstages
- 1980: Klaus Althoff, Rechtsanwalt und Vorsitzender der Bruderhilfe
- 1981: Heinz Eyrich, Justizminister des Landes Baden-Württemberg
- 1982: Kurt Rebmann, Generalbundesanwalt
- 1983: Sibylle Nägele, Rundfunkjournalistin
- 1984: Hans-Joachim Wagner, Direktor des Instituts für Rechtsmedizin der Universität des Saarlandes
- 1985: Hermann Friker, Präsident des Polizeipräsidiums Niederbayern/Oberpfalz
- 1986: Robert Ruder, Innenstaatssekretär des Landes Baden-Württemberg
- 1987: Joachim Gerchow, Geschäftsführender Direktor des Zentrums der Rechtsmedizin der Universität Frankfurt am Main
- 1988: Ulrich Heifer, Direktor des Instituts für Rechtsmedizin der Universität Bonn
- 1989: Werner Winkler, Leiter des medizinisch-psychologischen Instituts beim TÜV Hannover
- 1990: Heinrich Praxenthaler, Präsident der Bundesanstalt für Straßenwesen
- 1991: Hannskarl Salger, Vizepräsident des Bundesgerichtshofs
- 1992: Robert C. Oaks, Oberbefehlshaber der US-Luftstreitkräfte in Europa und Kommandeur der Alliierten Luftstreitkräfte Europa-Mitte
- 1993: Steffen Heitmann, Staatsminister der Justiz des Freistaats Sachsen
- 1994: Frieder Birzele, Innenminister des Landes Baden-Württemberg
- 1995: Michael Borchers, Verkehrsreferent im Innenministerium Sachsen-Anhalt
- 1996: Karl-Heinz Lenz, Präsident der Bundesanstalt für Straßenwesen
- 1997: Hans-Joachim Bauer, Präsident des Thüringer Oberlandesgerichts
- 1998: Kay Nehm, Generalbundesanwalt
- 1999: Günther Reinhardt, Präsident der Deutschen Gesellschaft für Verkehrsmedizin a. D.
- 2000: Robert Büchelhofer, Vorstandsmitglied der Volkswagen AG
- 2001: Manfred Möller, Akademischer Direktor des Instituts für Rechtsmedizin der Universität des Saarlandes, Homburg/Saar
- 2002: Günther Beckstein, Bayerischer Staatsminister des Innern und Stellvertreter des Ministerpräsidenten
- 2003: Wolfgang Eisenmenger, Vorstand des Instituts für Rechtsmedizin der Ludwig-Maximilians-Universität München
- 2004: Erwin Hetger, Landespolizeipräsident von Baden-Württemberg
- 2005: Redaktionsteam Beratung und Service von NDR 1, Radio Niedersachsen
- 2006: Richter am Bundesgerichtshof Kurt Rüdiger Maatz
- 2007: Rainer Mattern, Ärztlicher Direktor des Instituts für Rechtsmedizin und Verkehrsmedizin im Klinikum der Ruprecht-Karls-Universität Heidelberg
- 2008: Franz Josef Jung, Bundesminister der Verteidigung
- 2009: Karl Peter Bruch, Innenminister von Rheinland-Pfalz
- 2010: Bernd Merbitz, Landespolizeipräsident von Sachsen, stellvertretend für die Polizei in Sachsen
- 2011: Hansjürgen Bratzke, Professor für Rechtsmedizin an der Johann-Wolfgang-Goethe-Universität Frankfurt am Main
- 2012: Gerold Kauert, ehemaliger Direktor des Instituts für Toxikologie des Zentrums der Rechtsmedizin an der Johann-Wolfgang-Goethe-Universität in Frankfurt/Main
- 2013: Kurt Bodewig, Präsident der Deutschen Verkehrswacht und Bundesminister a. D.
- 2014: Lutz Müller, Polizeipräsident der Freien Hansestadt Bremen
- 2015: Aktion BOB, eine Aktion gegen Alkohol im Straßenverkehr
- 2016: Walter Eichendorf, Präsident des Deutschen Verkehrssicherheitsrates
- 2017: Drägerwerk AG, Produktmanagement, Geräte für Alkoholmessung und Drogennachweis
- 2018: Hans-Jürgen Gebhardt, Fachanwalt für Verkehrs- und Strafrecht
- 2019: Thomas Daldrup, emeritierter Leiter der Forensischen Toxikologie am Institut für Rechtsmedizin der Universität Düsseldorf
- In den Jahren 2020 und 2021 wurde die Medaille wegen der COVID-19-Pandemie nicht verliehen
- 2022: Siegfried Brockmann, Leiter der Unfallforschung der Versicherer, UDV
- 2023: Joachim Herrmann, Bayerischer Staatsminister des Innern[1]